# Exotela aconiti
Exotela aconiti är en stekelart som beskrevs av Griffiths 1967. Exotela aconiti ingår i släktet Exotela och familjen bracksteklar. Inga underarter finns listade i Catalogue of Life.